# 川辺村 (兵庫県)
川辺村（かわべむら）は、兵庫県神崎郡にあった村。現在の市川町の東部、市川の左岸にあたる。

## 地理
- 山岳 ： 城山
- 河川 ： 市川

## 歴史
- 1889年（明治22年）4月1日 - 町村制の施行により、神東郡屋形村・浅野村・西川辺村・東川辺村・小畑村・西田中村・上田中村・北田中村・保喜村の区域をもって発足。
- 1896年（明治29年）4月1日 - 所属郡が神崎郡に変更。
- 1955年（昭和30年）7月25日 - 瀬加村・甘地村・鶴居村と合併して市川町が発足。同日川辺村廃止。

## 交通

### 道路
現在は旧村域に播但連絡道路の市川南ランプ・市川サービスエリア・市川北ランプが所在するが、当時は未開通。